# Hermann Eiselen
Hermann Eiselen (* 2. März 1926 in Nagold; † 21. Juni 2009 in Ulm) war ein deutscher Unternehmer und Mäzen.

## Leben
Hermann Eiselen wurde in Nagold geboren und wuchs im Nordschwarzwald auf. Im Zweiten Weltkrieg war er ab 1943 als Luftwaffenhelfer, beim Reichsarbeitsdienst und als Soldat eingesetzt, bevor er in Kriegsgefangenschaft kam. Ab 1946 studierte er Wirtschaftswissenschaften in Stuttgart, Heidelberg und nach einer Unterbrechung durch die Arbeit im elterlichen Betrieb in Göttingen, wo er 1951 zum Dr. rer. pol. promoviert wurde.
Von 1954 bis 1980 war er Geschäftsführer und Gesellschafter in den von seinem Vater Willy Eiselen (1896–1981) gegründeten Firmen Nährmittelwerk W. Eiselen und Ulmer Spatz Vater und Sohn Eiselen, die Produkte zur Herstellung von Backwaren produzierten.
1980 verkaufte er seine Unternehmen und widmete sich der Forschungsförderung.

## Forschungsförderung und Mäzenatentum
Hermann Eiselen gründete 1955 gemeinsam mit seinem Vater das Deutsche Brotmuseum in Ulm, heute das Museum Brot und Kunst. 1978 gründete er die Vater und Sohn Eiselen-Stiftung. Die Stiftung betreibt das Museum für Brotkultur und unterstützte bis 2009 außerdem Forschungsvorhaben, die der Bekämpfung von Unter- und Fehlernährung sowie von ländlicher Armut in den Entwicklungsländern dienen. Die Forschungsförderung wurde am 1. Januar 2010 von der im Jahr 2000 gegründeten Stiftung fiat panis übernommen. Sie erbte das gesamte Vermögen von Hermann Eiselen.
Eiselen setzte sich auch besonders für die Förderung qualifizierter Nachwuchskräfte ein. So vergibt die Stiftung fiat panis im Rahmen der jährlichen stattfindenden Tropentag-Tagung den nach Hans-Hartwig Ruthenberg benannten Hans-H.-Ruthenberg-Graduierten-Förderpreis. Im zweijährlichen Turnus überreichte die Stiftung fiat panis bis 2020 den nach Josef Knoll benannten Josef-G.-Knoll-Europäischer-Wissenschaftspreis. Der Wissenschaftspreis der Stiftung fiat panis trägt ab 2021 den Namen Hermann Eiselen-Wissenschaftspreis. Hiermit wird der Stifter geehrt, seine Person sichtbarer gemacht und sein Anliegen, die Förderung von wissenschaftlichen Arbeiten im Bereich der Ernährungssicherung, hervorgehoben.
Darüber hinaus finanzierte Eiselen aus seinem Privatvermögen die Josef G. Knoll Stiftungsgastprofessur für Entwicklungsländerforschung an der Universität Hohenheim.

## Ehrungen und Auszeichnungen
Hermann Eiselen war seit 1984 Ehrensenator der Universitäten Ulm und Hohenheim. 1996 wurde ihm die Verdienstmedaille des Landes Baden-Württemberg und 2001 das Bundesverdienstkreuz 1. Klasse verliehen. Im Jahr 2003 erhielt er von der Agrarfakultät der Universität Hohenheim die Ehrendoktorwürde. Im Jahr 2004 verlieh ihm die Landwirtschaftlich-Gärtnerische Fakultät der Humboldt-Universität zu Berlin die Albrecht-Daniel-Thaer-Medaille in Silber. Weiterhin erhielt er die Gedenkmünze für besondere Verdienste der Welternährungsorganisation FAO im Jahr 1981.